# Hans Brosamer
Hans Brosamer (entre 1480 e 1490 - 1552, em Erfurt) foi um pintor e gravador alemão.
Hans Brosamer trabalhou de 1536 a 1550 em Fulda, mais tarde em Erfurt. Estudou com Lucas Cranach, o Velho. Elaborou várias gravuras, mas é particularmente conhecido por suas xilogravuras. Suas pinturas são raras.